# Bundesjugendspiele

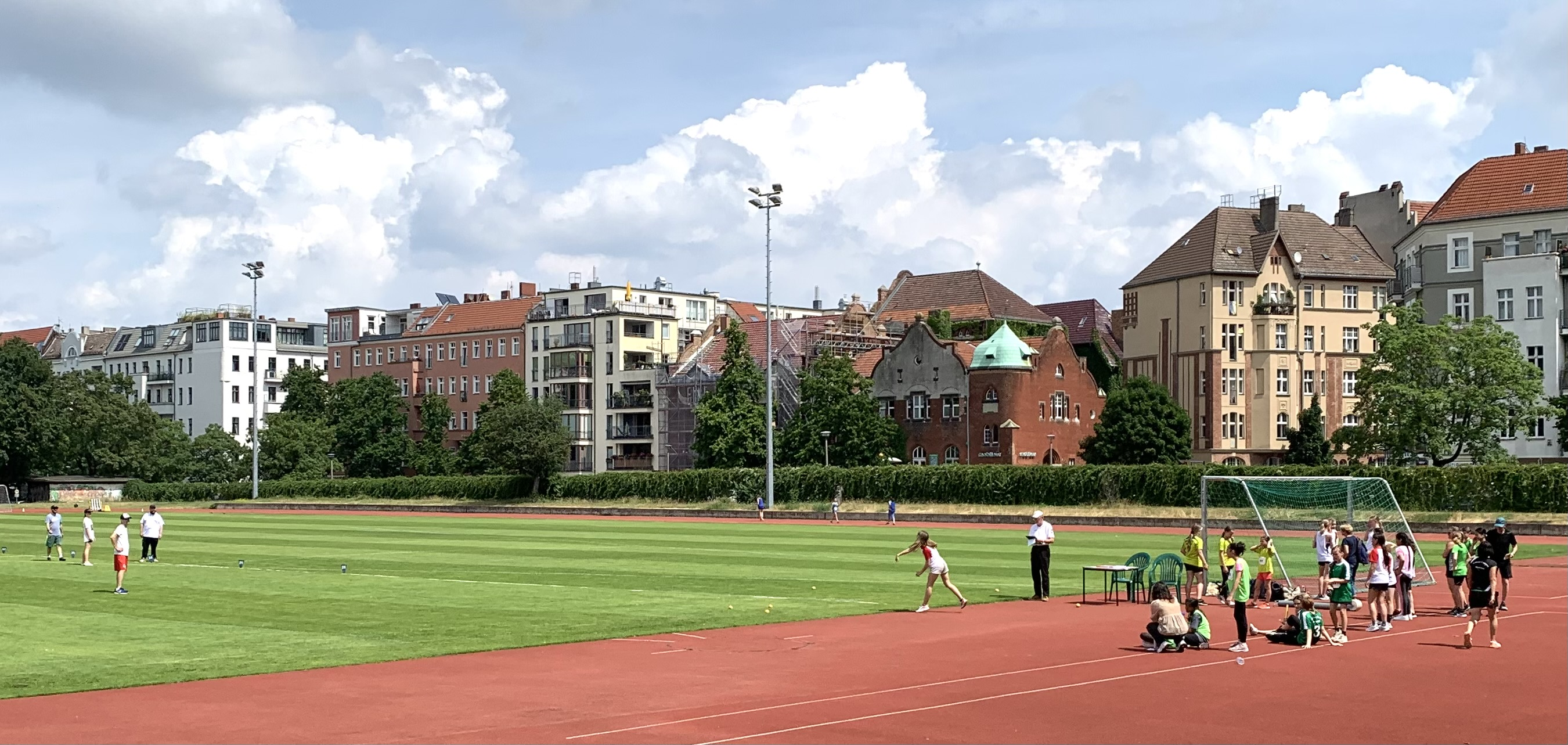
Bundesjugendspiele in Berlin, 2023

Die Bundesjugendspiele sind eine jährlich an deutschen Schulen und Auslandsschulen durchgeführte Sportveranstaltung. Die Teilnahme ist gemäß einem Beschluss der Kultusministerkonferenz (KMK) von 1979 für die Jahrgangsstufen 1–10 verpflichtend. Regional ist auch die Bezeichnung „Sportfest“ üblich. 
Von den Teilnehmern wird erwartet, dass sie in bestimmten Disziplinen (Leichtathletik, Turnen, Schwimmen) möglichst gute Leistungen erzielen. Meist wird ein leichtathletischer Dreikampf in den Disziplinen Werfen (im höheren Alter Kugelstoßen), Laufen (Sprint, Mittelstreckenlauf/Langstreckenlauf – z. B. 1000 Meter) und Sprung (Weitsprung/Hochsprung) durchgeführt.
Die erzielten Leistungen werden (im Wettkampfformat) mit Punkten bewertet. Wer eine bestimmte Mindestpunktzahl erreicht, erhält als Anerkennung für die Leistung eine Siegerurkunde, ab einer bestimmten höheren Punktegrenze eine Ehrenurkunde. Die Ehrenurkunden tragen eine (gedruckte) Unterschrift des Bundespräsidenten. Alle, die weder Sieger- noch Ehrenurkunde erhalten haben, bekommen seit 1991 eine Teilnehmerurkunde.
Im Wettbewerbs- und Mehrkampfformat werden die jeweiligen Urkunden (leistungsabhängig) prozentual vergeben.
Die Bundesjugendspiele sind pädagogisch und gesellschaftspolitisch umstritten. Eine kontroverse mediale Debatte um Ziele, Inhalte und Formen begleitet diese Veranstaltung.

## Geschichte

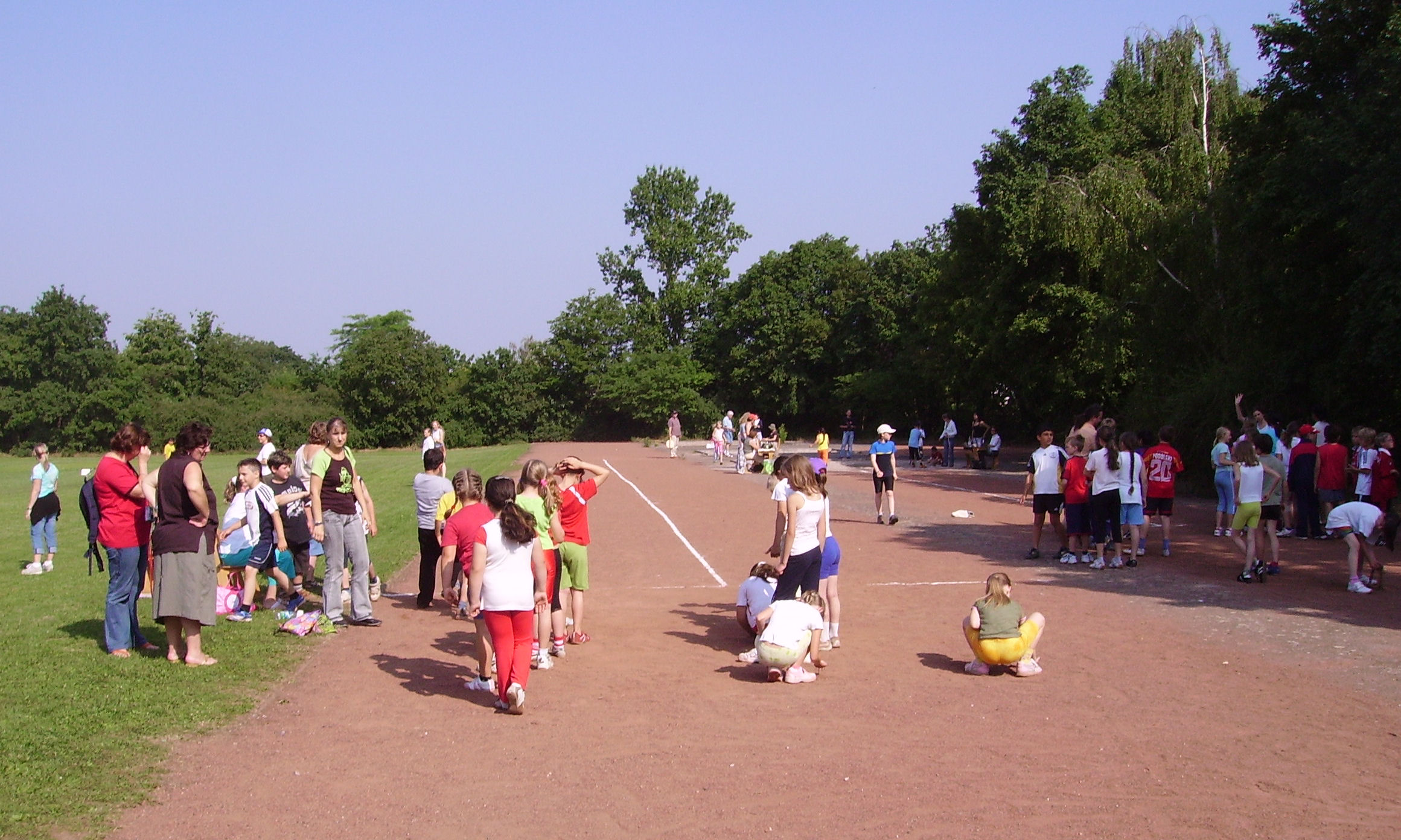
Bundesjugendspiele (2007)

Die Bundesjugendspiele wurden angeregt vom Sportfunktionär und Sportwissenschaftler Carl Diem, der auch das Sportabzeichen und den olympischen Fackellauf initiierte und die Deutsche Sporthochschule Köln gründete. Während der Zeit des Nationalsozialismus hatte er sich an Propagandaaktionen beteiligt und den Sport für nationalsozialistische Aktionen genutzt. Vorläufer der Bundesjugendspiele waren die im Jahr 1920 erstmals durchgeführten Reichsjugendwettkämpfe.
In der NS-Zeit (1933–1945) wurden diese dann unter der Bezeichnung „Reichssportwettkampf der Hitler-Jugend (HJ)“ fortgeführt.
In der Bundesrepublik wurden die Bundesjugendspiele im Jahr 1951 zunächst vom Bundesministerium des Innern (BMI), dann vom Bundesministerium für Jugend, Familie und Gesundheit (BMJFG, mittlerweile BMFSFJ, von 1969 fusioniert bis 1991 mit dem heutigen BMG) für Schüler zwischen 8 und 19 Jahren ausgeschrieben. Zunächst unter der Bezeichnung „Bundes-Jugendwettkämpfe“, die Bezeichnung „Bundesjugendspiele“ wurde dann seit 1952 benutzt.
In der DDR fanden seit 1961 „Wettkämpfe um die Urkunde des Vorsitzenden des Staatsrates der DDR“ statt (leichtathletischer Mehrkampf, Laufen, Werfen, Springen). Kinder- und Jugendspartakiaden, die oft mit den Bundesjugendspielen verglichen werden, waren dagegen ein leistungssportliches Angebot in vielen Sportarten.
Im Jahr 2001 gab es eine Reform der Bundesjugendspiele. Neben dem traditionellen Wettkampf werden vielseitigere Wettbewerbsformen für die Klassen 1–10 als Alternative möglich. Außerdem ein sportartübergreifender Mehrkampf in den drei Grundsportarten.
Seit dem Schuljahr 2023/24 ist die Wettbewerbsform für die Grundschulen verpflichtend.
Der Deutsche Behindertensportverband (DBS) und die Deutsche Behinderten-Sportjugend (DBSJ) haben in Zusammenarbeit mit dem Ausschuss für die Bundesjugendspiele und der Kommission Sport der KMK zwischen 2007 und 2009 ein Programm für die Teilnahme von Schülern mit Behinderungen entwickelt.

## Austragungsmodus

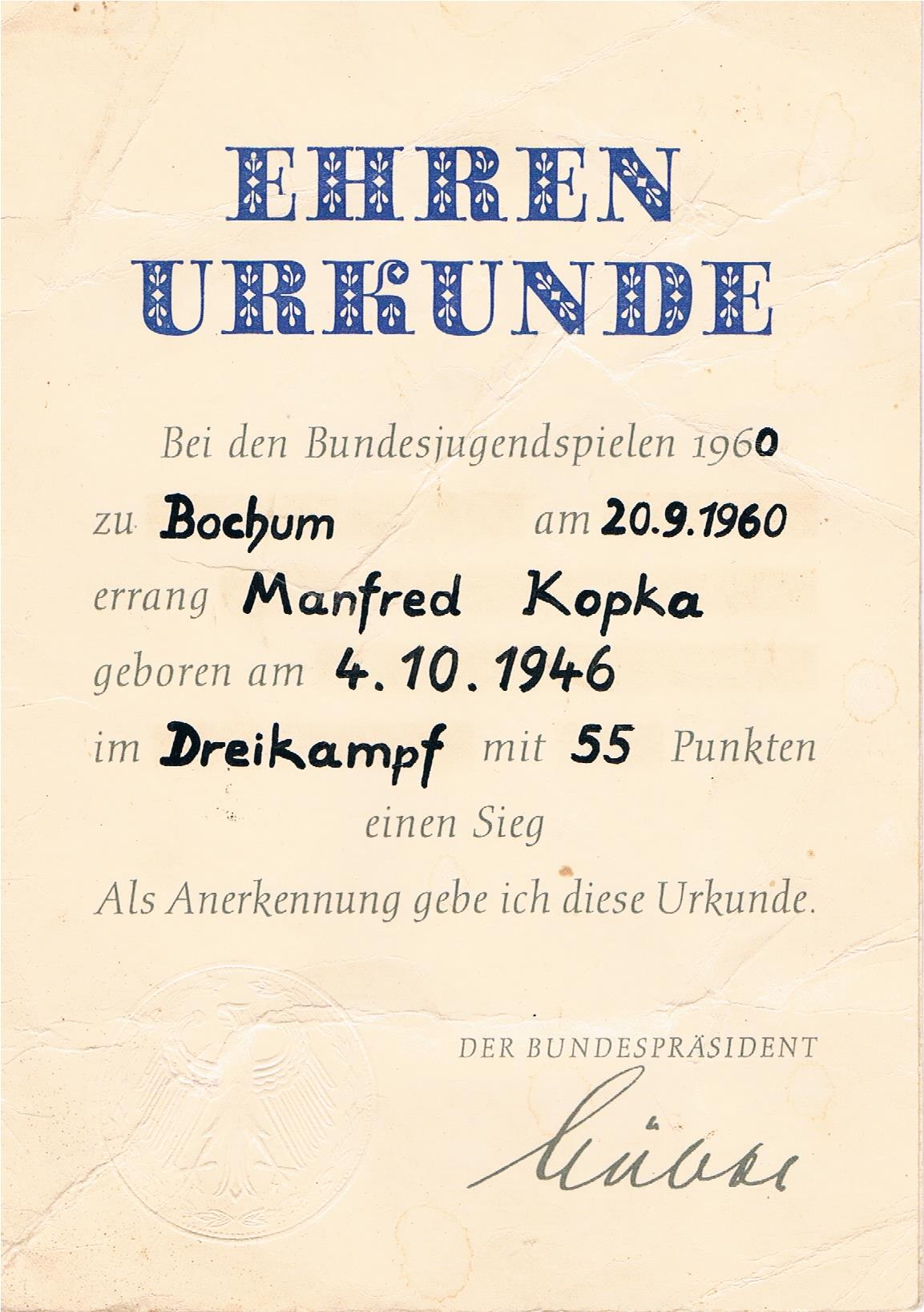
Ehrenurkunde der Bundesjugendspiele 1960

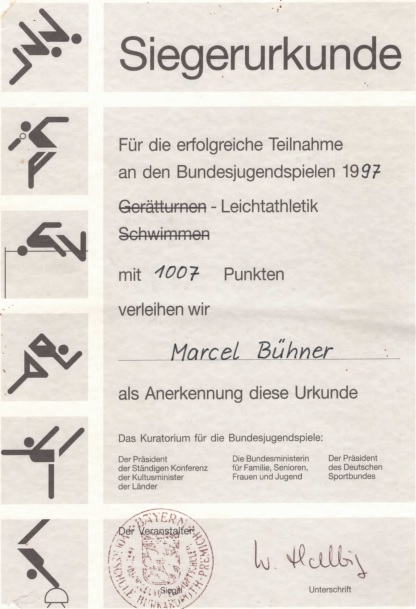
Siegerurkunde der Bundesjugendspiele im Wettkampf Leichtathletik 1997

### Teilnehmer
Die Bundesjugendspiele werden jedes Jahr vom Kuratorium der Bundesjugendspiele ausgeschrieben und sind für Schüler bis zur Klassenstufe 10 an allgemeinbildenden Schulen verpflichtend. Die jeweiligen Schulen entscheiden selbst über die Art der Ausrichtung, die jeweilige Sportart und das Format (Wettkampf, Wettbewerb, Mehrkampf).

### Wettkampf
Werden die Bundesjugendspiele nach dem Wettkampfmodell durchgeführt, so richtet sich die Vergabe der Urkunde nach Alter und Geschlecht. Aus einer Tabelle ergibt sich die Mindestpunktzahl für eine Ehren- bzw. eine Siegerurkunde. Wurde eine geringere Punktzahl erreicht, werden Teilnahmeurkunden ausgestellt.
Als Alter wird die Differenz zwischen aktuellem Jahr und Geburtsjahr definiert. Beim Gerätturnen wird nach Klassenstufen verfahren.

### Wettbewerb
Beim Wettbewerbsmodell treten die Schüler in einer Gruppe gegeneinander an, z. B. sämtliche Jungen einer Klassenstufe. Diese führen dieselben Disziplinen durch, wobei der Schüler mit der besten Leistung in einer Disziplin hierbei den ersten Platz belegt und somit einen Punkt erhält. Der Schüler mit der nächstbesten Leistung erhält zwei Punkte etc. Die so bestimmten Punktzahlen aus den einzelnen Disziplinen werden addiert, woraus sich eine Gesamtpunktzahl ergibt, welche umso geringer ist, je besser die erbrachte Leistung war. 
Die Vergabe der Urkunde bestimmt sich nun durch die Sortierung nach aufsteigender Punktzahl:
- die vorderen 20 % erhalten eine Ehrenurkunde,
- die mittleren 50 % eine Siegerurkunde,
- die verbliebenen 30 % erhalten eine Teilnahmeurkunde.

Auf der Urkunde werden als Punktzahl die Summe der erreichten Platzziffern eingetragen. Zum besseren Verständnis sollte zusätzlich hinter der Punktzahl die Platzierung bezogen auf die Anzahl der Teilnehmer der Gruppe eingetragen werden (Beispiel: 6. Platz von 40 Teilnehmern).

### Mehrkampf
Beim Mehrkampf gibt es für die drei Urkundenarten eigene Typen, wobei sich die Vergabe ebenfalls nach dem erzielten Rang des jeweiligen Teilnehmers richtet. Die prozentualen Anteile sind hierbei identisch zum Wettbewerbsmodell.

### Urkunden
Grundsätzlich wird je nach erbrachter Leistung eine von drei Urkunden vergeben, welche mindestens die Sportart, den Namen und die Punktzahl enthält.
Die höchste zu vergebende Urkunde ist die Ehrenurkunde mit der Unterschrift des amtierenden Bundespräsidenten.
Bei einer geringeren Leistung wird eine Siegerurkunde ausgestellt.
Reicht die erbrachte Leistung auch für eine Siegerurkunde nicht aus, so wird eine Teilnahmeurkunde vergeben.
Die Vergabe der Urkunden erfolgt je nach Art der Spiele auf unterschiedliche Weise.

## Debatte

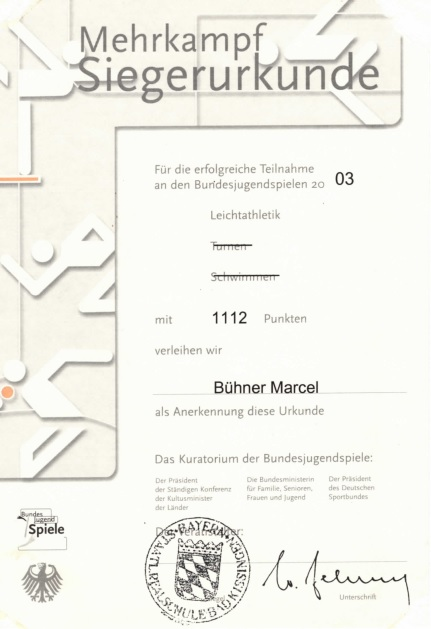
Siegerurkunde der Bundesjugendspiele im Wettkampf Leichtathletik 2003

### Befürwortung
Die Befürworter der Bundesjugendspiele argumentieren, dass die basalen Bewegungsarten der Leichtathletik zu dem gehörten, was früher als klassischer Bildungskanon bezeichnet wurde. Bewegung gilt als entscheidend für die Entwicklung kognitiver Fähigkeiten, der Aspekt des Leistungsvergleichs sei ein dem Sport innewohnender Nebeneffekt.
Es sei zudem eine wichtige Erfahrung, dass andere auf manchen Gebieten besser sind, der Umgang mit Misserfolgen sei auch ein wichtiger Lerninhalt. Nicht zuletzt gebe es gerade im Rahmen der Schule durch die Notengebung auch in anderen Fächern eine Vergleichbarkeit der individuellen Leistungen.

### Kritik
Kritiker der Bundesjugendspiele führen an, dass diese für die Motivation unsportlicher Kinder kontraproduktiv seien, da durch eine schriftlich bestätigte schlechte Leistung körperlich schwächere Schüler zum Sport eher demotiviert als ermutigt würden, beispielsweise indem sie stigmatisiert werden. Auch sei der für die Bundesjugendspiele bekannte Wettkampfcharakter nicht im Sinne der Initiative, sondern die körperliche Fitness bei gemeinsamer Freude.
Kritisch wird die offizielle Verpflichtung zur Teilnahme an den Bundesjugendspielen gesehen, die Kinder entmündige, nicht mehr zeitgemäß sei und von einigen Schülern als demütigend empfunden werde. In anderen begabungsabhängigen Bereichen wie beispielsweise dem Lesen und Singen gebe es auch keine verpflichtende Teilnahme an Wettbewerben.
Auch gebe es keine Grundlage für die Unterscheidung zwischen den Geschlechtern schon vor Beginn der Pubertät, da keine wesentlichen Leistungsunterschiede vorlägen. Dass Jungen „für eine Sieger- oder Ehrenurkunde bessere Leistungen erbringen, also etwa in der Leichtathletik höher und weiter springen, weiter werfen und schneller laufen“ müssen „als die gleichaltrigen Mädchen“, sah Rechtswissenschaftler Michael Sachs als „verfassungswidrig“.